# خوان مارتينيز مارتن
خوان مارتينيز مارتن (بالإسبانية: Juan Martínez Martín)‏ هو منافس ألعاب قوى إسباني، ولد في 25 نوفمبر 1980.

## روابط خارجية
- خوان مارتينيز مارتن على موقع Paralympic.org (الإنجليزية)
- خوان مارتينيز مارتن على موقع اللجنة البارالمبية الإسبانية (الإسبانية)